# پوویاداچه
پوویاداچه (به لهستانی:  Powiadacze) یک روستا در لهستان است که در گمینا تژمشنو واقع شده‌است.